# Abdullah Qutb Shah
Abdullah Qutb Shah là người cai trị thứ bảy của vương quốc Golconda ở miền Nam Ấn Độ dưới triều đại Qutb Shahi. Ông cai trị từ năm 1626 đến năm 1672.